# Quasipaa delacouri
Quasipaa delacouri är en groddjursart som först beskrevs av Angel 1928.  Quasipaa delacouri ingår i släktet Quasipaa och familjen Dicroglossidae. Inga underarter finns listade i Catalogue of Life.
Arten förekommer med flera från varandra skilda populationer i norra Vietnam och i provinsen Yunnan i Kina. Kanske når den även Laos. Individerna lever i bergstrakter mellan 600 och 2100 meter över havet. Quasipaa delacouri vistas i och nära vattendrag i skogar och de besöker även pölar. Vattendragen är upp till 5 meter breda. Grodynglens utveckling sker i vattnet.
Beståndet hotas av vattenföroreningar och skogsavverkningar. Dessutom fångas flera exemplar för köttets skull. I flera regioner där arten tidigare levde försvann populationen. Hela beståndet är fortfarande stor. IUCN kategoriserar arten globalt som livskraftig.